# HMNZS Arbutus (K403)
HMNZS Arbutus (K403) je bila korveta izboljšanega razreda Flower, ki je med drugo svetovno vojno plula pod zastavo Kraljeve novozelandske vojne mornarice.

## Zgodovina
Kraljeva novozelandska vojna mornarica je 5. julija 1944 predala korveto HMS Arbutus (K403) Novi Zelandiji, ki jo je nato preimenovala. Leta 1948 so ladjo vrnili Združenemu kraljestvu.